# Epiocheirata
Sous-ordre
Les Epiocheirata sont une sous-ordre de pseudoscorpions.

## Liste des familles
Selon Pseudoscorpions of the World (version 3.0) :
- super-famille Chthonioidea Daday, 1888
  - Chthoniidae Daday, 1888
  - Lechytiidae Chamberlin, 1929
  - Pseudotyrannochthoniidae Beier, 1932
  - Tridenchthoniidae Balzan, 1892
  - † Dracochelidae Schawaller, Shear & Bonamo, 1991
- super-famille Feaelloidea Ellingsen, 1906
  - Feaellidae Ellingsen, 1906
  - Pseudogarypidae Chamberlin, 1923

## Publication originale
- Harvey, 1992 : The phylogeny and systematics of the Pseudoscorpionida (Chelicerata: Arachnida). Invertebrate Taxonomy, vol. 6, p. 1373–1435.